# Adriana Bisi Fabbri

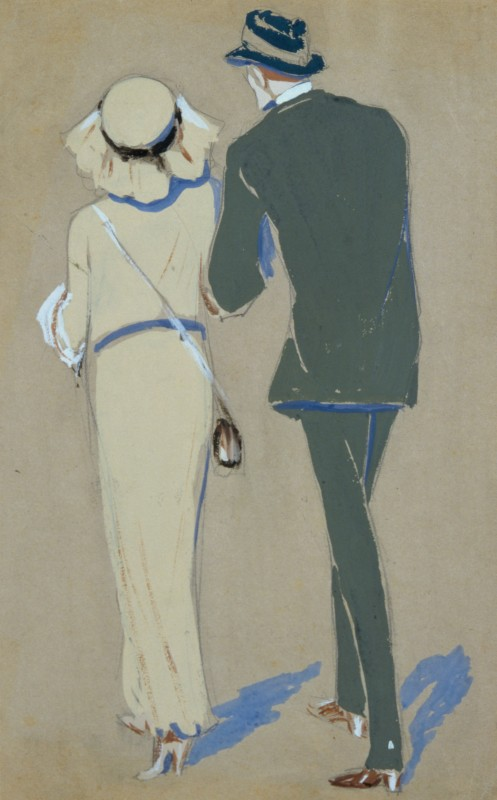
All'ippodromo, 1913 (Collezioni d'arte della Fondazione Cariplo)

"Aviatore", 1912)

Adriana Bisi Fabbri (Ferrara, 1881 – Travedona Monate, 1918) è stata una pittrice italiana.

## Biografia
Nacque a Ferrara dove frequentò privatamente la scuola del pittore Nicola Laurenti e conobbe il futuro marito e giornalista Giannetto Bisi. Zio della madre era il pittore Alessandro Mantovani, come pittrice fu sua figlia Rosina Mantovani Gutti. Trascorse parte della giovinezza a Padova, ospite di sua zia Cecilia Forlani, madre di Umberto Boccioni. A Padova e a Milano, dove si trasferì con la famiglia nel 1905, seguì numerosi corsi di pittura e arricchì la propria formazione da autodidatta anche frequentando gli studi di Gaetano Previati e Luigi Conconi.
Nel 1907 si trasferì a Bergamo col marito e si rivolse alla regina madre Margherita di Savoia chiedendo un contributo (e ottenendo un modesto assegno di 100 lire) per poter frequentare una scuola d'arte. L'anno seguente esordì con due disegni alla Seconda Esposizione Quadriennale di Torino. Nel 1911 partecipò a Frigidarium, mostra internazionale di umorismo organizzata al Castello di Rivoli, dove fu premiata con la medaglia di bronzo; nello stesso anno prese parte alla Prima esposizione libera, manifestazione organizzata a Milano da Boccioni e altri intellettuali futuristi. Negli anni seguenti partecipò ad altre mostre collettive come quelle organizzate a Ca' Pesaro a Venezia o alla Famiglia Artistica e alla Società per le Belle Arti ed Esposizione Permanente di Milano.
Nel 1914 aderì al gruppo Nuove Tendenze e organizzò una personale con 51 opere presso il negozio milanese della ditta Enrico Finzi. Ricercata anche come ritrattista, durante la prima guerra mondiale molte sue caricature a sfondo politico furono pubblicate su Il Popolo d'Italia; collaborò inoltre con La Domenica Illustrata ed eseguì figurini per la casa di moda fondata da Domenico Ventura. Con gusto caricaturale realizzò anche degli autoritratti.
Si firmava con lo pseudonimo Adrì. Dal matrimonio nacquero due figli: Marco e Riccardo.
Ammalata di tisi, morì per complicazioni polmonari a seguito della pandemia di influenza spagnola.